# Patriotische Wohlfahrtsbewegung
Die Patriotische Wohlfahrtsbewegung, französisch Mouvement Patriotique de Salut (Abkürzung MPS), ist eine politische Partei im Tschad.
Ihr Vorsitzender ist der seit 2021 regierende Staatspräsident Haroun Kabadi.
Die Partei entwickelte sich aus der früheren Rebellenarmee Débys, der FPS, die im Dezember 1990 in N’Djamena einmarschierte und den Diktator Hissène Habré vertrieb. Nach seiner Machtübernahme gründete Déby die MPS, die neben seiner FPS auch andere Oppositionsgruppen umfasste. Idriss Déby war seit der Gründung 1990 bis zu seinem Tod im Jahre 2021 deren Vorsitzender.
Seit 1990 stellt die MPS die stärkste Fraktion im Parlament. Sie regierte mehrmals in Koalition mit kleineren Parteien, darunter der Sammlung für Demokratie und Fortschritt und hält derzeit 108 von 155 Parlamentssitzen.